# (3036) Krat
(3036) Krat es un asteroide perteneciente al cinturón exterior de asteroides descubierto el 11 de octubre de 1937 por Grigori Nikoláievich Neúimin desde el observatorio de Simeiz en Crimea.
Está nombrado en honor de Vladímir Aleksievich Krat (1911-1983), astrónomo ruso que fue director del observatorio de Púlkovo de 1964 a 1979.